# TTC1
TTC1 (англ. Tetratricopeptide repeat domain 1) – білок, який кодується однойменним геном, розташованим у людей на короткому плечі 5-ї хромосоми. Довжина поліпептидного ланцюга білка становить 292 амінокислот, а молекулярна маса — 33 526.
| 10         |  | 20         |  | 30         |  | 40         |  | 50         |
| ---------- |  | ---------- |  | ---------- |  | ---------- |  | ---------- |
| MGEKSENCGV |  | PEDLLNGLKV |  | TDTQEAECAG |  | PPVPDPKNQH |  | SQSKLLRDDE |
| AHLQEDQGEE |  | ECFHDCSASF |  | EEEPGADKVE |  | NKSNEDVNSS |  | ELDEEYLIEL |
| EKNMSDEEKQ |  | KRREESTRLK |  | EEGNEQFKKG |  | DYIEAESSYS |  | RALEMCPSCF |
| QKERSILFSN |  | RAAARMKQDK |  | KEMAINDCSK |  | AIQLNPSYIR |  | AILRRAELYE |
| KTDKLDEALE |  | DYKSILEKDP |  | SIHQAREACM |  | RLPKQIEERN |  | ERLKEEMLGK |
| LKDLGNLVLR |  | PFGLSTENFQ |  | IKQDSSTGSY |  | SINFVQNPNN |  | NR         |

A: Аланін

C: Цистеїн

D: Аспарагінова кислота

E: Глутамінова кислота

F: Фенілаланін

G: Гліцин

H: Гістидин

I: Ізолейцин

K: Лізин

L: Лейцин

M: Метіонін

N: Аспарагін

P: Пролін

Q: Глутамін

R: Аргінін

S: Серин

T: Треонін

V: Валін

Кодований геном білок за функцією належить до фосфопротеїнів.